# Auguste Jean-Baptiste Debelle
Pour les articles homonymes, voir Debelle.
Auguste Jean-Baptiste Debelle, né le 12 septembre 1781 à Voreppe, mort le 31 janvier 1831 à Paris (Seine), est un général français du Premier Empire.

## Famille
Auguste Jean-Baptiste Debelle est le fils de Joseph de Belle-Deschamps (appartenant à la petite noblesse de Savoie) et de son épouse Marguerite Sibillat (fille d'un bourgeois du Dauphiné, consul de Voreppe) et le frère de trois autres officiers de la Révolution :
- Jean-François Joseph Debelle, général d'artillerie,
- César Alexandre Debelle, dit de Gachetier, général de brigade, baron de l'empire,
- Joseph-Guillaume Debelle, capitaine d'artillerie, mort à Voreppe en 1826.

Il est aussi le grand-père maternel de l'archiviste et historien Emmanuel Pilot de Thorey (1847-1903).

## États de service
Il entre au service le 17 février 1797, comme sous-lieutenant au 12e régiment de dragons, il est nommé lieutenant le 8 juillet 1799. Le 22 décembre 1800, il est fait capitaine à la suite et aide-de-camp de son frère le général Debelle, et le 15 janvier 1801, il reçoit son brevet de capitaine en premier au 6e régiment de dragons. 
Le 16 septembre 1808, il est nommé chef d'escadron, puis il est affecté le 1er octobre suivant au 15e régiment de chasseurs à cheval. Le 1er avril 1814, il est nommé adjudant-commandant dans la ligne. Il est promu général de brigade pendant les Cent-Jours le 23 avril 1815.
Il meurt le 31 janvier 1831, à Paris.

## Décorations
- Chevalier de la légion d'honneur le 24 avril 1810.

## Blessures reçues au combat
- le 4 juillet 1806
- le 3 janvier 1809

## Sources
- «  Auguste Jean Baptiste Debelle  », sur roglo.eu
- Thierry Pouliquen, « Les généraux français et étrangers ayant servis [sic] dans la Grande Armée » (consulté le 11 août 2013)
- « Légion d'honneur », base Léonore, ministère français de la Culture
- État général des Officiers en demi-solde